# フィクションの作品に因む名を持つ小惑星の一覧
本項目はフィクションの作品に因む名を持つ小惑星の一覧である。作品の舞台となった国もしくは作者の国籍に基いて分類し、神話は対象外とする。
括弧内は小惑星番号である。小惑星番号6000番付近までは公式の語源が記録されていないものが多いため、語源が確実でない場合もある。

## アジア
日本
- (7991) かぐや姫 (Kaguyahime) - 『竹取物語』
- (10160) トトロ (Totoro) - 『となりのトトロ』
- (10162) 一寸法師 (Issunboushi) - 『一寸法師』
- (10353) (Momotaro) - 『桃太郎』
- (12796) 仮面ライダー (Kamenrider) - 『仮面ライダー』
- (15370) カンチ (Kanchi） - 『東京ラブストーリー』
- (15415) リカ (Rika) - 『東京ラブストーリー』
- (18996) 寅さん (Torasan) - 『男はつらいよ』
- (39809) (Fukuchan) - 『フクちゃん』
- (46737) アンパンマン (Anpanman) - 『それいけ!アンパンマン』
- (91213) (Botchan) - 『坊つちやん』
- (91395) (Sakanouenokumo) - 『坂の上の雲』
- (113405) 糸守 (Itomori) - 『君の名は。』
- (697402) アオ (Ao) - 『恋する小惑星』
- (719612) ホシザキ(Hoshizaki) - 『恋する小惑星』

 イラク
- (865) ツバイーダ (Zubaida) - 『アブ・ハッサン』
- (866) ファトメ (Fatme) - 『アブ・ハッサン』

 イラン
- (643) シェヘラザード (Scheherezade) - 『千夜一夜物語』
- (12623) (Tawaddud) - 『千夜一夜物語』

 インド
- (1166) シャクンタラー (Sakuntala) - 『シャクンタラー』

## アメリカ大陸
アメリカ合衆国
- (2309) ミスター・スポック (Mr. Spock) - 『スタートレック』
- (9777) (Enterprise) - 『スタートレック』
- (9922) (Catcheller) - 『キャッチ=22』とその作者ジョセフ・ヘラー
- (12410) ドナルドダック (Donald Duck) - ドナルドダック
- (12448) ミスター・トムキンス (Mr. Tompkins) - 『不思議の国のトムキンス』
- (15845) (Bambi) - 『バンビ』
- (16626) (Thumper) - 『バンビ』
- (246247) (Sheldoncooper) - 『ビッグバン★セオリー』
- (274020) (Skywalker) - 『スター・ウォーズ』
- (278141) (Tatooine) - 『スター・ウォーズ』

## ヨーロッパ
イギリス
- (88) シズビー (Thisbe) - 『夏の夜の夢』
- (160) ウナ (Una) - 『妖精の女王』
- (171) オフィーリア (Ophelia) - 『ハムレット』
- (548) クレシダ (Kressida) - 『トロイラスとクレシダ』
- (593) チタニア (Titania) - 『夏の夜の夢』
- (666) デズデモーナ (Desdemona) - 『オセロ』
- (705) エルミニア (Erminia) - 『エルミニー（英語版）』
- (1047) ゲイシャ (Geisha) - 『ザ・ゲイシャ（英語版）』
- (1116) カトリオナ (Catriona) - 『カトリオーナ（英語版）』
- (1131) ポルツィア (Porzia) - 『ジュリアス・シーザー』
- (1819) (Laputa) - 『ガリヴァー旅行記』
- (2758) コーディリア (Cordelia) - 『リア王』
- (2952) (Lilliputia) - 『ガリヴァー旅行記』
- (2991) (Bilbo) - 『指輪物語』
- (3325) ターディス (TARDIS) - 『ドクター・フー』
- (5048) モリアーティ (Moriarty) - 『シャーロック・ホームズ』シリーズ
- (5049) シャーロック (Sherlock) - 『シャーロック・ホームズ』シリーズ
- (5050) ドクターワトスン (Doctorwatson) - 『シャーロック・ホームズ』シリーズ
- (5405) (Neverland) - 『ピーター・パン』
- (6042) チェシャキャット (Cheshirecat) - 『不思議の国のアリス』
- (6136) (Gryphon) - 『不思議の国のアリス』
- (6735) (Madhatter) - 『不思議の国のアリス』
- (6736) (Marchare) - 『不思議の国のアリス』
- (7345) (Happer) - 『ローカル・ヒーロー』
- (7470) (Jabberwock) - 『鏡の国のアリス』
- (8889) (Mockturtle) - 『不思議の国のアリス』
- (9000) HAL (Hal) - 『2001年宇宙の旅』
- (9007) ジェームズ・ボンド (James Bond) - 『007』シリーズ
- (9387) (Tweedledee) - 『鏡の国のアリス』
- (9770) (Discovery) - 『2001年宇宙の旅』
- (9780) (Bandersnatch) - 『鏡の国のアリス』
- (9781) (Jubjubbird) - 『鏡の国のアリス』
- (15760) アルビオン (Albion) - 『四人のゾアたち（英語版）』
- (17472) (Dinah) - 『不思議の国のアリス』
- (17518) (Redqueen) - 『鏡の国のアリス』
- (17612) (Whiteknight) - 『鏡の国のアリス』
- (17627) (Humptydumpty) - 『鏡の国のアリス』
- (17681) (Tweedledum) - 『鏡の国のアリス』
- (17712) (Fatherwilliam) - 『不思議の国のアリス』
- (17746) (Haigha) - 『鏡の国のアリス』
- (17759) (Hatta) - 『鏡の国のアリス』
- (17768) (Tigerlily) - 『鏡の国のアリス』
- (17942) (Whiterabbit) - 『不思議の国のアリス』
- (18610) (Arthurdent) - 『銀河ヒッチハイク・ガイド』
- (174567) ヴァルダ (Varda) - 『シルマリルの物語』
- (283142) (Weena) - 『タイム・マシン』
- (378214) (Sauron) - 『指輪物語』
- (385446) (Manwë) - 『シルマリルの物語』
- (418532) (Saruman) - 『指輪物語』

 ドイツ
- (92) ウンディナ (Undina) - 『ウンディーネ』
- (500) ゼリヌール (Selinur) - 『Auch Einer』
- (501) ウールヒクシドゥール (Urhixidur) - 『Auch Einer』
- (502) ジグネ (Sigune) - 『Auch Einer』
- (527) オイリアンテ (Euryanthe) - 『オイリアンテ』
- (528) リツィア (Rezia) - 『オベロン』
- (540) ロザムンデ (Rosamunde) - 『キプロスの女王ロザムンデ』
- (547) プラクセディス (Praxedis) - 『エッケハルト』
- (549) イェソンダ (Jessonda) - 『イェソンダ（英語版）』
- (550) ゼンタ (Senta) - 『さまよえるオランダ人』
- (551) オルトルート (Ortrud) - 『ローエングリン』
- (552) ジークリンデ (Sigelinde) - 『ワルキューレ』
- (553) クンドリー (Kundry) - 『パルジファル』
- (561) イングヴェルデ (Ingwelde) - 『イングヴェルデ』
- (562) サロメ (Salome) - 『サロメ』
- (563) ズライカ (Suleika) - 『ツァラトゥストラはこう語った』
- (564) ドゥードゥー (Dudu) - 『ツァラトゥストラはこう語った』
- (573) レーハ (Recha) - 『賢者ナータン』
- (606) ブランゲーネ (Brangane) - 『トリスタンとイゾルデ』
- (640) ブランビラ (Brambilla) - 『Prinzessin Brambilla』
- (648) ピッパ (Pippa) - 『Und Pippa tanzt!』
- (670) オッテゲーベ (Ottegebe) - 『哀れなハインリヒ』
- (680) ゲノフェーファ (Genoveva) - 『ゲノフェーファ』
- (686) ゲルスイント (Gersuind) - 『ゲルスイント』
- (693) ツェルビネッタ (Zerbinetta) - 『ナクソス島のアリアドネ』
- (874) ロートラウト (Rotraut) - 『美しいロートラウト』
- (890) ヴァルトラウト (Waltraut) - 『神々の黄昏』
- (919) イルゼビル (Ilsebill) - 『漁師とおかみ（英語版）』
- (1773) ルンペルシュティルツ (Rumpelstilz) - 『ルンペルシュティルツヒェン』
- (3258) ソムニウム (Somnium) - 『夢』
- (5896) ナレンシフ (Narrenschiff) - 『阿呆船』
- (9505) (Lohengrin) - 『ローエングリン』
- (9506) (Telramund) - 『ローエングリン』
- (9507) (Gottfried) - 『ローエングリン』
- (9508) (Titurel) - 『パルジファル』
- (9509) (Amfortas) - 『パルジファル』
- (9510) (Gurnemanz) - 『パルジファル』
- (9511) (Klingsor) - 『パルジファル』

 フランス
- (45.1) プティ・プランス (Petit-Prince) - 『星の王子様』
- (152) アタラ (Atala) - 『アタラ（英語版）』
- (186) セリュタ (Celuta) - 『ルネ（英語版）』
- (277) エルヴィラ (Elvira) - 『瞑想詩集（フランス語版）』『詩的宗教的諧調詩集（フランス語版）』
- (286) イクレア (Iclea) - 『Uranie』
- (514) アルミーダ (Armida) - 『アルミード』
- (557) ヴィオレッタ (Violetta) - 『椿姫』
- (560) デリラ (Delila) - 『サムソンとデリラ』
- (579) シドニア (Sidonia) - 『アルミード』
- (594) ミレーユ (Mireille) - 『ミレイユ』
- (678) フレデグンディス (Fredegundis) - 『フレデゴンド（英語版）』
- (815) コッペリア (Coppelia) - 『コッペリア』
- (1148) ララフ (Rarahu) - 『ロティの結婚（英語版）』
- (1640) ネモ (Nemo) - 『海底二万里』
- (1730) マルセリーヌ (Marceline) - 『背徳者（英語版）』
- (8826) (Corneville) - 『コルヌヴィルの鐘』
- (9769) ノーチラス (Nautilus) - 『海底二万里』
- (14238) (d'Artagnan) - 『三銃士』
- (24601) (Valjean) - 『レ・ミゼラブル』
- (46610) B612 (Besixdouze) - 『星の王子様』
- (227930) (Athos) - 『三銃士』
- (227962) (Aramis) - 『三銃士』
- (229737) (Porthos) - 『三銃士』
- (242492) (Fantomas) - 『ファントマ』

 イタリア
- (83) ベアトリックス (Beatrix) - 『新生』『神曲』
- (282) クロリンデ (Clorinde) - 『エルサレム解放』
- (463) ローラ (Lola) - 『カヴァレリア・ルスティカーナ』
- (467) ラウラ (Laura) - 『ラ・ジョコンダ』
- (492) ギスモンダ (Gismonda) - 『デカメロン』
- (530) トゥーランドット (Turandot) - 『トゥーランドット』
- (555) ノルマ (Norma) - 『ノルマ』
- (8945) (Cavaradossi) - 『トスカ』
- (12927) (Pinocchio) - 『ピノッキオの冒険』

 ロシア
- (675) リュドミラ (Ludmilla) - 『ルスランとリュドミラ』
- (769) タチヤーナ (Tatjana) - 『エヴゲーニイ・オネーギン』
- (1012) サレマ (Sarema) - 『バフチサライの泉』
- (1014) センフィラ (Semphyra) - 『ジプシー（英語版）』
- (2401) アエリータ (Aehlita) - 『アエリータ（英語版）』
- (2922) (Dikanʹka) - 『ディカーニカ近郷夜話』
- (2998) (Berendeya) - 『雪娘』
- (4142) (Dersu-Uzala) - 『デルスウ・ウザーラ』

 スペイン
- (524) フィデリオ (Fidelio) - 『フィデリオ』
- (529) プレチオーザ (Preziosa) - 『ラ・ヒタニージャ（英語版）』
- (531) ツェルリーナ (Zerlina) - 『ドン・ジョヴァンニ』
- (558) カルメン (Carmen) - 『カルメン』
- (571) ドゥルシネーア (Dulcinea) - 『ドン・キホーテ』
- (3552) ドン・キホーテ (Don Quixote) - 『ドン・キホーテ』

 オーストリア
- (559) ナノン (Nanon) - 『ナノン（ドイツ語版）』
- (812) アデーレ (Adele) - 『こうもり』
- (841) アラベラ (Arabella) - 『アラベラ』
- (900) ロザリンデ (Rosalinde) - 『こうもり』
- (5039) ローゼンカヴァリエ (Rosenkavalier) - 『ばらの騎士』

 ノルウェー
- (783) ノラ (Nora) - 『人形の家』
- (864) オーゼ (Aase) - 『ペール・ギュント』
- (1016) アニトラ (Anitra) - 『ペール・ギュント』
- (1331) ソルヴェーグ (Solvejg) - 『ペール・ギュント』

 チェコ
- (20496) (Jeník) - 『売られた花嫁』
- (20497) (Mařenka) - 『売られた花嫁』

 フィンランド
- (1454) (Kalevala) - 『カレワラ』
- (1705) タピオ (Tapio) - 『カレワラ』

 ウクライナ
- (2564) (Kayala) - 『イーゴリ遠征物語』

 オランダ
- (1384) クニェルチェ (Kniertje) - 『Op Hoop van Zegen』

 ギリシャ
- (897) リシストラタ (Lysistrata) - 『女の平和』

 スイス
- (2521) ハイジ (Heidi) - 『アルプスの少女ハイジ』

 デンマーク
- (839) ヴァールボーイ (Valborg) - 『Axel and Valborg』

 ベルギー
- (1683) (Castafiore) - 『タンタンの冒険』
- (327082) (Tournesol) - 『タンタンの冒険』

 ポーランド
- (952) ツァイア (Caia) - 『クォ・ヴァディス』

## アフリカ
エジプト
- (471) パパゲーナ (Papagena) - 『魔笛』
- (539) パミーナ (Pamina) - 『魔笛』
- (861) アイーダ (Aïda) - 『アイーダ』
- (871) アムネリス (Amneris) - 『アイーダ』
- (3026) ザラストロ (Sarastro) - 『魔笛』
- (4512) シヌヘ (Sinuhe) - 『エジプト人』
- (14877) (Zauberflöte) - 『魔笛』

## その他
- COIAS - 未発見小惑星を探す市民科学プロジェクトで、捜索プロジェクト自体が「恋する小惑星」に由来する。